# 49440 Kenzotange
49440 Kenzotange è un asteroide della fascia principale. Scoperto nel 1998, presenta un'orbita caratterizzata da un semiasse maggiore pari a 3,1175656 UA e da un'eccentricità di 0,0807396, inclinata di 1,65890° rispetto all'eclittica. Ha un diametro di 7,042 km.
L'asteroide è dedicato a Kenzō Tange, noto architetto giapponese.